# 소광 (전한)
소광(疏廣, ? ~ ?)은 전한 후기의 유학자이자 관료로, 자는 중옹(仲翁)이며 동해군 난릉현(蘭陵縣) 사람이다.

## 생애
맹희의 밑에서 수학하였고, 어려서부터 학문을 좋아하여 《춘추》에 통달하였다. 집에 기거하며 제자들을 가르쳤는데, 먼 데서도 소광의 가르침을 받으러 제자들이 찾아왔다.
이후 조정에 박사로 임용되고, 태중대부를 역임하였다. 지절 3년(기원전 67년), 선제가 유석을 황태자로 책봉하였을 때 태자소부가 되어 태자태부 병길과 함께 황태자를 가르쳤다. 몇 달 후 병길이 어사대부로 승진하니, 후임 태자태부가 되었다.
이때 황태자의 나이가 어렸는데, 황태자의 외조부 허광한은 황태자를 위하여 동생 허순을 시켜 그의 집을 관리하게 하였다. 선제가 이에 대해 소광에게 자문하니, 소광은 이렇게 말하였다.
| “ | 태자는 천하의 선비들을 스승이자 벗으로 삼아야 하니, 외가하고만 지내서는 안 됩니다. 태자에게는 태부와 소부가 있고, 또 관속들이 이미 갖추어져 있는데, 허순으로 하여금 태자의 집안을 관리하게 하는 것은 비루한 일입니다. | ” |

소광의 답변을 마음에 들어한 선제는 승상 위상에게 이를 알렸다. 위상은 자신의 부족함을 탓하며 사죄하였고, 이 일로 소광은 포상을 받았다. 황태자가 조회할 때마다 태자태부·태자소부가 앞뒤로 함께 수행하였는데, 태자소부는 조카 소수였다. 한 집안에서 태자태부·태자소부를 동시에 배출한 만큼, 조정에서는 이를 영예롭게 여겼다.
태자태부를 지내고 5년이 지나, 황태자는 열두 살이 되었고, 《논어》·《효경》에 통달하였다. 소광은 소수에게 말하였다.
| “ | 내가 듣기로 만족함을 알면 욕되지 않고, 그칠 줄 알면 위태롭지 않으며, 공을 세우면 물러나는 것이 하늘의 도리라고 하였다. 지금 이천석을 지내고 있는 동안에 환관들이 이름을 날리고 있는데, 이러한데도 물러나질 않았구나. 부자가 함께 고향으로 돌아가 천수를 누리는 것도 좋지 않겠느냐? | ” |

소수는 소광의 말에 따랐고, 둘은 함께 병가를 내어 3개월 후 거취를 정하게 되었다. 소광은 병이 위독해졌으니 고향으로 돌아가겠다고 하였다. 선제는 그가 연로함을 알고 있었기 때문에 둘의 관직을 모두 거두었고, 소광에게 황금 20근을 내려주었다. 황태자 또한 황금 50근을 선물하였고, 조정의 관리와 고향의 지인들은 길을 닦아 장안의 동문 바깥까지 배웅하였다.
고향에 돌아온 소광은 식구들과 함께 주연을 즐기고, 문중과 빈객들을 불러모아 함께 놀며 돈을 많이 썼다. 이때 친척 노인 중 소광의 신뢰를 받던 자가 있었는데, 재산을 걱정한 자손들은 한 해 남짓 지나 그에게 소광으로 하여금 집과 밭을 사서 재산을 불리자고 얘기해 달라고 하였다. 노인이 이를 소광에게 전하니, 소광은 말하였다.
| “ | 내가 어찌 자손들을 생각하지 않겠습니까? 나에게는 옛 집과 밭이 있으니, 자손들이 그곳에서 스스로 일하여 밥과 의복을 해결하기에 충분합니다. 지금 재산을 불리면, 자손들에게 게으름을 가르쳐주게 될 뿐입니다. 현명한 이가 재산이 많으면 뜻을 저버리게 되고, 미련한 이가 재산이 많으면 더욱 잘못을 저지르게 되는 법입니다. 원래 부자란 사람들의 원망을 받는 존재이니, 나는 이를 자식들에게 가르쳐 주고, 재산을 늘려 살아서 원망을 듣지 않으려 합니다. 이 돈은 황제께서 이 늙은이의 보신을 위해 은혜를 베풀어주신 것이니, 고향 사람들과 함께 즐거움을 누리는 것 또한 옳은 일 아니겠습니까? | ” |

문중 사람들은 소광의 말에 탄복하였다. 소광은 천수를 누리고 죽었다. 제자로 관로가 있었다.
서진의 문장가 속석은 소광의 후손이다.

## 출전
- 반고, 《한서》 권71 준소우설평팽전·권88 유림전